# Ofelia Nieto

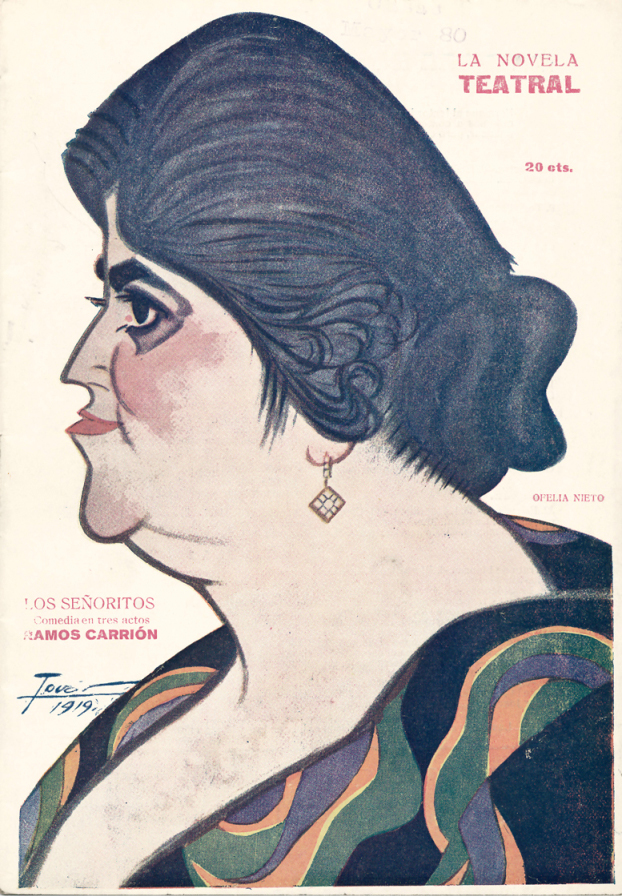
Karikatur von Ofelia Nieto (Manuel Tovar, 1919)

Ofelia Nieto (María Ofelia Erenia Nieto Iglesias; * 18. März 1898 in Algete; † 22. Mai 1931 in Madrid) war eine spanische Sängerin (Sopran).
Die jüngere Schwester der Sängerin Angeles Ottein studierte Gesang am Konservatorium von Madrid bei Lorenzo Simonetti. Sie debütierte am Teatro Real in Madrid unter der Leitung von Pablo Luna in Amadeo Vives’ Zarzuele Maruxa. Der Erfolg ihres Debüts brachte ihr Rollen in Aufführungen von Ernani, Madama Butterfly und La Bohème. Mit ihrer Schwester und dem Pianisten Raffaele Terragnolo unternahm sie eine Konzertreise durch Spanien.
1919 sang sie im Teatro La Pergola in Florenz die Titelrollen in Aida und Manon. Auf einer Lateinamerika-Tour 1921 trat sie u. a. im Theatro Municipal in Rio de Janeiro, dem Teatro Abreu in Mexiko und dem Teatro Colón in Buenos Aires auf. Zu ihren musikalischen Partnern zählten nun Sänger wie Aureliano Pertile, Tito Schipa, José Mojica, Hipólito Lázaro, Miguel Fleta und Giacomo Lauri-Volpi. Auf Einladung Arturo Toscaninis trat sie 1926 an der Mailänder Scala an der Seite von Aureliano Pertile in Lohengrin auf. 1928 zog sie sich auf dem Höhepunkt ihres Erfolges von der Opernbühne zurück.